# 孔代翁
孔代翁（法語：Condéon，法語發音：[kɔ̃deɔ̃]）是法国夏朗德省的一个市镇，位于该省西南部，属于干邑区。

## 地理
孔代翁（45°24'26"N, 0°8'12"W）面积31.4 平方千米，位于法国新阿基坦大区夏朗德省，该省份为法国西部内陆省份，北起德塞夫勒省和维埃纳省，东临上维埃纳省，东南至多尔多涅省，南至多爾多涅省，西接滨海夏朗德省。
与孔代翁接壤的市镇（或旧市镇、城区）包括：贝尔讷伊、沙利尼亚克、希亚克、奥里奥勒、雷尼亚克、萨勒德巴伯济约、勒塔特尔、图韦拉克。

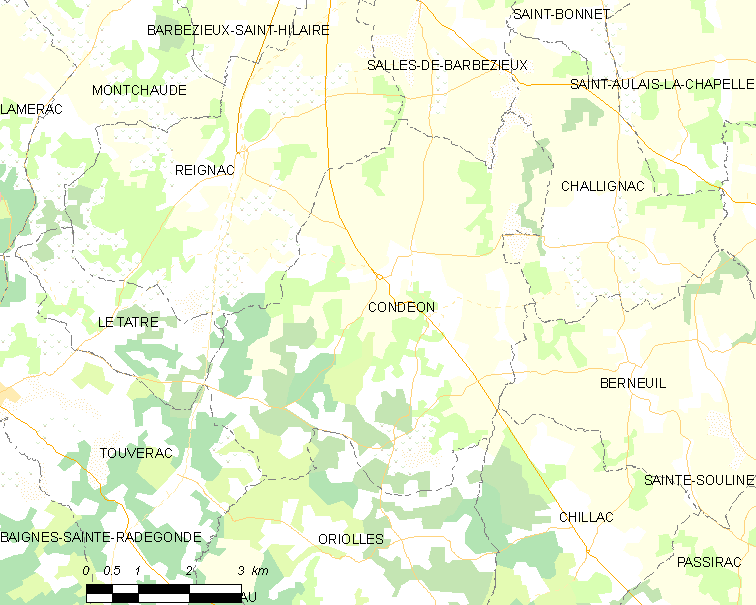
孔代翁的OSM定位图

孔代翁的时区为UTC+01:00、UTC+02:00（夏令时）。

## 行政
孔代翁的邮政编码为16360，INSEE市镇编码为16105。

## 政治
孔代翁所属的省级选区为夏朗德南县。

## 人口

1962-2008年间孔代翁人口变化图示

孔代翁于2022年1月1日时的人口数量为609人。